# Ralph Bakshi

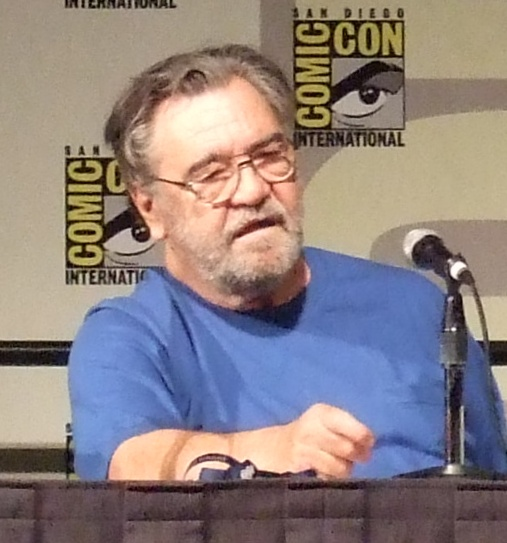
Ralph Bakshi

Ralph Bakshi (n. 29 octombrie 1938, Haifa, Palestina sub mandat britanic) este un regizor de film american.